# Organised Chaos
Organised Chaos è il sesto album in studio del gruppo musicale Benediction, pubblicato nel 2001 dalla Nuclear Blast.

## Tracce
1. Suicide Rebellion - 6:14
2. Stigmata - 4:14
3. Suffering Feeds Me - 3:45
4. Diary of a Killer - 3:48
5. The Temple of Set - 2:37
6. Nothing on the Inside - 4:42
7. Easy Way to Die - 5:12
8. Don't Look in the Mirror - 3:54
9. This Graveyard Earth - 5:11
10. Charon - 2:16
11. I Am the Disease - 6:33
12. Organised Chaos - 5:10

## Formazione
- Dave Hunt - voce
- Frank Healy - basso
- Peter Rew - chitarra
- Darren Brookes - chitarra
- Neil Hutton - batteria